# Eressa africana
Eressa africana là một loài bướm đêm thuộc phân họ Arctiinae, họ Erebidae.